# Bakary Gassama
Pour les articles homonymes, voir Gassama.
Bakary Papa Gassama, né le 10 février 1979 à Banjul, est un arbitre gambien de football, international depuis 2006.

## Carrière
Il a officié dans des compétitions majeures : 
- CHAN 2011 (1 match)
- CAN 2012 (2 matchs)
- JO 2012 (2 matchs)
- Mondial 2014 (1 match)
- CAN 2015 (4 matchs dont la finale)
- Ligue des champions d'Afrique (Finale retour 2013 - 2014 - 2015 - 2016 - 2017 - 2019)
- CHAN 2018 (finale)
- Mondial 2018 (1 match)
- CAN 2019
- Mondial 2022 (1 match)

Il remporte le prix d'Arbitre de l'année délivré par la Confédération africaine de football en 2014, 2015et 2016.
Le 29 mars 2022, il officie pour le match opposant l'Algérie au Cameroun à Blida ayant pour enjeu la qualification à la Coupe du monde 2022. Sa performance fera l'objet de nombreuses critiques, l'accusant d'avoir favorisé l'équipe du Cameroun. À la suite de cela, un recours sera déposé par la fédération algérienne de football mais la FIFA répondra n'avoir constaté "aucune irrégularité suffisamment importante pour que le résultat de la rencontre soit remis en question".
En août 2022, il n'est pas retenu dans la liste des arbitres qui officieront les matchs lors de la prochaine édition du Championnat d'Afrique des nations (CHAN).

## Vie privée
Il est le demi-frère de l'actrice gambienne Bella Gassama.